# Ariana Miyamoto
Ariana Mamiko Miyamoto (宮本・エリアナ・磨美子, Miyamoto Eriana Mamiko, Sasebo, 12 de maio de 1994) é uma modelo japonesa e titular do concurso de beleza que a coroou Miss Japão, em 2015. No mesmo ano, ela ficou no Top 10 do concurso Miss Universo.

## Vida inicial e educação
Miyamoto nasceu de mãe japonesa e pai afro-americano. Seu pai, Bryant Stanfield, conheceu sua mãe enquanto estava estacionado em uma base da Marinha dos Estados Unidos, em Sasebo. Contudo, os pais de Miyamoto se divorciaram quando ela tinha apenas um ano de idade. Ela frequentou a escola primária no Japão e, aos 13 anos, emigrou para os Estados Unidos, a fim de morar com o pai, em Jacksonville, Arkansas, onde freqüentou a Jacksonville High School por dois anos. Ao voltar para o Japão, sua terra natal, ela não concluiu o ensino médio imediatamente, mas trabalhou em empregos diversoss, incluindo barman. Em 2015, Miyamoto ganhou o título de Miss Nagasaki e representou sua prefeitura no concurso Miss Universo Japão.

## Discriminação
Em diversas entrevistas, Miyamoto afirmou que sempre fora vítima de discriminação racial, desde a infância. Ela lembrou que, na escola, sempre que os professores pediam que as crianças dessem as mãos, os outros alunos a evitavam, para que não fossem tocadas por sua pele negra. Outros evitavam até mesmo nadar na mesma piscina que ela. À medida que crescia, Miyamoto era evitada, devido à cor de sua pele e cabelos encaracolados. Colegas de classe e os pais dos mesmos a chamavam de kurombo, uma expressão racista.
Mesmo após sua vitória, ela encontrou pessoas que a criticavam, sobretudo nas mídias on-line, afirmando que ela não tinha aparência japonesa típica.

## Carreira

### Miss Universo Japão 2015
Em 12 de março de 2015, Miyamoto foi coroada Miss Universo Japão 2015 (Miss Japão 2015). No mesmo ano, no concurso de Miss Universo, ela terminou entre as dez mais bem votadas.

### Miss Universo 2015
Como Miss Japão 2015, Miyamoto competiu no concurso para Miss Universo 2015, terminando entre as dez competidoras mais bem colocadas. Antes de Miyamoto, a melhor posição para o Japão neste concurso havia sido em 2007, quando a competidora  Riyo Mori  ganhou o título de  Miss Universo 2007  derrotando a brasileira  Natália Guimarães. 